# Stazione di Silla
La stazione di Silla è una fermata ferroviaria della ferrovia Bologna-Pistoia. Si trova nel territorio comunale di Castel di Casio, a servizio del centro abitato di Silla, diviso tra i comuni di Gaggio Montano, Alto Reno Terme e Castel di Casio, nella città metropolitana di Bologna.

## Storia
Il 28 ottobre 1927 venne attivato l'esercizio a trazione elettrica a corrente alternata trifase; la linea venne convertita alla corrente continua il 13 maggio 1935.

## Movimento
Il servizio passeggeri è costituito dai treni della linea S1 (Porretta Terme-Bologna Centrale-Pianoro) del servizio ferroviario metropolitano di Bologna, cadenzati a frequenza oraria, con rinforzi alla mezz'ora nelle ore di punta.
I treni sono effettuati da Trenitalia Tper nell'ambito del contratto di servizio stipulato con la regione Emilia-Romagna.
Al 2007, l'impianto risultava frequentato da un traffico giornaliero medio di circa 280 persone.
A novembre 2019, la stazione risultava frequentata da un traffico giornaliero medio di circa 643 persone (337 saliti + 306 discesi).

## Servizi
La stazione è classificata da RFI nella categoria bronze.